# Hrabstwo Decatur (Tennessee)
Hrabstwo Decatur (ang. Decatur County) – hrabstwo w stanie Tennessee w Stanach Zjednoczonych. Obszar całkowity hrabstwa obejmuje powierzchnię 344,91 mil² (893,31 km²). Według szacunków United States Census Bureau w roku 2009 miało 11 525 mieszkańców.
Hrabstwo powstało w 1845 roku. 

## Miasta
- Decaturville
- Parsons
- Scotts Hill[4]